# Горгешти (Бакау)
Горгешти (рум. Gorghești) насеље је у Румунији у округу Бакау у општини Станишешти. Oпштина се налази на надморској висини од 280 m.

## Становништво
Према подацима из 2002. године у насељу је живело 115 становника, од којих су сви румунске националности.